# Градина у Радаљеву и Трешњевици
Градина у Радаљеву и Трешњевици је заштићено археолошко налазиште у Србији. Налази се на територији општина Ивањица и Ариље.

## Опис
Археолошко налазиште окружено је током реке Моравице на стеновитом гребену. Најстарији хоризонт потиче из праисторијског доба, односно периоду прелаза из бронзано у гвоздено дона. У рановизантијском периоду, у VI веку, изграђени су бедеми и остали делови који су каснијих година надограђивани и ојачани. По остацима грнчарије, верује се да је утврђење коришћено у периоду од IX do XI века. Претпоставља се да је Градина могла постати средиште тадашње жупе. Налази на поду куполо датирају најмлађи хоризонт у другој половини XIV века. Поред овог, слој пожара може се утврдити и према историјским изворима, према којима се претпоставља да је утврђење страдало око 1373. године. То одговара догађају када је Никола Алтомановић претрпио пораз од савеза кнеза Лазара и бана Твртка.
Према остацима утврђено је да је основа утврђења износила око 28 х 93 метара и да се састојала из горњег и доњег града. Поред куле се налазио улаз на источној падини. У горњем граду је постојало степениште које је водило до капије заштићене још једном кулом. Касније је подигнута капела а на самом врху се налазила бранич кула, као последња линија одбране. Данас се на месту бранич куле налази звоник и крст новијег датума. Горњи град је био заштићен високим бедемом. У оквиру горњег града подигнута је нова црква 1811. године.

## Заштита
Археолошко налазиште Градина у Радаљеву и Трешњевици заштићено је 2023. године и представља изузетан пример коришћења простора у дугом периоду од праисторије до XIX века. Археолошко налазиште сврстано је културно добро III категорије.